# Леваєв Лев Авнерович
Лев Авнерович Леваєв (івр. לב לבייב ‎ євт. Лев Авнерович Леваєв / Lev Avneroviç Levayev; 30 липня 1956 року, Ташкент, Узбецька РСР, СРСР) — ізраїльський бізнесмен, філантроп та інвестор, єврей бухарського походження, відомий як «діамантовий король».
Статок Льва Леваєва станом на березень 2018 року становить $1,0 млрд, він займається благодійністю на користь єврейських хасидів у Східній Європі та Ізраїлі. Починаючи з 1990-х років, Леваєв уникав прямої участі у справах сім'ї Бориса Єльцина та підтримував зв'язки з Володимиром Путіним. Його інвестиції у видобуток алмазів в Анголі та інвестиції в ізраїльські поселення були об'єктом протестів. Видатний член громади бухарських євреїв, він президент Всесвітнього конгресу бухарських євреїв.

## Біографія
Лев Лєваєв народився 30 липня 1956 року в столиці радянського Узбекистану — Ташкенті, в сім'ї бухарських (середньоазіатських) євреїв, вихідців із Самарканда. Батька звали Авнер (за іншою версією — Анвар), на згадку про якого Лев надалі створив навчальну мережу «Ор Авнер». Мати звали Ха́на. У 1971 році, коли Леву Леваєву було 15 років, він із сім'єю репатріювався в Ізраїль і Лев пішов навчатися в єшиву Хабада в Кірьят-Малахі. Після закінчення військової служби у військовому рабінаті почав працювати шліфувальником алмазів на фабриці. Незабаром Лев сам опанував справу і відкрив власну компанію з шліфування алмазів. Згодом його бізнес розширився, що спричинило зростання статків підприємця. У 1980-і роки Лев купує акції компанії «Африка-Ісраель» і стає членом її керівництва. З 1997 Леваєв — власник та голова Ради директорів компанії. Він перетворює їх у міжнародну холдингову та інвестиційну компанію, що працює у різних галузях будівництва та економіки. З 1 лютого 2008 року компанія «Африка-Ісраель» володіє компанією «Апогей-Метал» в Росії.
У 1990 після розпаду Радянського Союзу створює спільно з рухом Хабад мережу єврейських шкіл у країнах СНД. Очолює об'єднання бухарських євреїв.
Був керівником Торгової палати Ізраїль-СНД.
Лауреат премії Федерації єврейських громад Росії (2003).
Наприкінці 2010-х ізраїльський шахрай Шимон Хают змінив ім'я на Саймон Леваєв і називав себе «діамантовим принцем», сином Лева Леваєва, щоб приваблювати жінок за допомогою програми Tinder, а потім залишати їх з величезними боргами. В 2022 Netflix випустив документальний фільм, що описує його історію, розказану деякими з його жертв.

## Особисте життя
Одружений, виховує дев'ятьох дітей. Леваєв переїхав до Хампстеда, Лондона, зі своєю дружиною Ольгою, сином Джошуа та їхньою дочкою Руті в 2007 році. Будучи шанувальником гольфу, Леваєв також тримає будинок на пляжному курорті Понте-Ведра, Флорида. Станом на 2018 рік Лєваєв живе в Росії.
6 листопада 2018 року сина Льва Леваєва, Зевулуна, заарештували в Ізраїлі за підозрою в незаконній контрабанді алмазів з Росії в Ізраїль через компанію LLD Diamonds.